# António José, ou O Poeta e a Inquisição
António José, ou O Poeta e a Inquisição é um drama romântico de Gonçalves de Magalhães em verso, encenada em 1838 e publicada no ano seguinte. e é considerado a primeira obra do "teatro brasileiro".
A tragédia conta a vida e morte do poeta judeu brasileiro António José da Silva, queimado vivo sob a acusação de prática de judaísmo, em Lisboa.
Foi apresentada no Teatro da Praça da Constituição no Rio de Janeiro em 13 de março de 1838, e foi bem recebido pelo público e crítica teatral, pela coragem de abordar este tema na época em questão.